# قضیه لوی–اشتاینیتس
در ریاضیات، قضیه لوی-اشتاینیتس (به انگلیسی: Lévy–Steinitz theorem) مجموعه مقادیری را تعیین می‌کند که بازآرایی یک سری نامتناهی از بردارها در Rn می‌تواند همگرا شود. این را پاول لوی در اولین مقاله چاپ شده خود در ۱۹ سالگی ثابت کرد. در سال ۱۹۱۳ ارنست اشتاینیتس شکاف در اثبات لوی را پُر کرد و همچنین نتیجه را با روش دیگری اثبات کرد.
پیتر روزنتال در مقاله‌ای گویا این قضیه را به روش زیر بیان کرد.
مجموعه حاصل جمع‌های بازآرایی‌های یک سری بردار داده شده در یک فضای اقلیدسی واقعی بُعد محدود یا مجموعه تهی است یا انتقال یک زیرفضا (به عنوان مثال، مجموعه‌ای به شکل v + M، که v یک بردار داده شده‌است و M یک زیرفضای خطی است).